# Peter Feraru
Peter Feraru (cu abrevierea: pefe; n. 6 iunie 1947, Friedberg, Bizone⁠(d), Germania) este un scriitor german.

## Biografie
După ce Peter Feraru și-a împușcat soția și pe amantul acesteia, în 1973, a fost condamnat la închisoare pe viață. În timp ce era închis în secția 11 al închisorii Tegel din Berlin, el publica de trei ori pe an un buletin cu Litsignale, un ziar de 52 de pagini, în care erau publicate opere ale tinerilor autori "din interior și exterior", inclusiv poezii de la Peter-Paul Zahl și povestiri scurte de Felix Kamphausen (intitulate "Mâncători de oameni"), precum și trei ilustrații. În această activitate a fost susținut, printre alții, și de Ingeborg Drewitz, cu care a avut și o corespondență timp de mai mulți ani.
Ca autor, el a publicat mai multe cărți și piese de teatru radiofonic până în anii 1990. Ultima sa publicație cunoscută este un articol din anul 1995 în revista Die Zeit cu titlul "Die Freiheit ist wie ein Fieber" (Libertatea este ca o febră).
În prezent (până în august 2019) nu există surse cu privire la statutul său actual - este necunoscut dacă și când a fost eliberat din închisoare, și unde și dacă mai trăiește.

### Poezie și proză
- Nicht das ganze Leben!, Verlagsedition Dittmer, Scheden 1978. ISBN: 3-88297-079-0.
- Wozu ...? – Gedichte. Mit Illustrationen von Olger M. Olsen. Schaaf, Schwichteler 1979. ISBN: 3-921828-20-1.
- Schöne heile Welt ..., Gedichte mit Linolschnitten von Norbert Keyser. Edition Mariannenpresse, Berlin 1982. ISBN: 3-922510-14-0.
- Die Zeichen am Himmel – Erzählungen. Mit Linolschnitten von Norbert Kaiser. Gegensatz, Druck- u. Verl.-Ges., Berlin 1982. ISBN o.A.
- Der Einschnitt – Erzählungen. Reuschle, Berlin 1983. ISBN o.A.
- Das Messer der Hoffnung – Roman. Von Loeper Literaturverlag, Karlsruhe 1983. ISBN: 3-88652-085-4.

Ungekürzte Lizenzausgabe: Fischer-Taschenbuch-Verlag, Frankfurt am Main 1985. ISBN: 3-596-25888-X.
- Gefängnis beginnt innen – Texte des Widerstands. Von Loeper Literaturverlag, Karlsruhe 1985. ISBN: 3-88652-014-5.

### Radiodifuziune

#### Teatru radiofonic
- Die Gruft. Eingelesen von René Toussaint. Regie: Norbert Schaeffer. SR 1983.
- Wir sind doch keine Räuberbande. Cu: Günter Lamprecht, Angelica Domröse. Regie: Holger Rink. Produktion: SFB 1990.

#### Povestiri
- Geschichten aus dem Knast – Peter Feraru liest. SDR 1986.
- Kein Sterben ist von Dauer. Aufnahme – Erzählungen. RIAS Berlin 1986.

#### Interviuri/Recenzii
- Der Schriftsteller Peter Feraru im Gespräch mit Ekkehart Rudolph. SDR 1986.
- Zu: Susan George: Der Schuldenbumerang. Rowohlt aktuell, Reinbek bei Hamburg 1993. ISBN 3-499-13216-8. Rezension im HR 1993.

### Non-ficțiune
- Muskel-Adolf & Co. – die „Ringvereine“ und das organisierte Verbrechen in Berlin. Argon Verlag, Berlin 1995. ISBN: 3-87024-785-1.

### Editoriale
- Berliner Lesebuch. Von Loeper Literaturverlag, Karlsruhe 1986. ISBN 3-88652-300-4.